# 4-Metylmetkatinon
4-Metylmetkatinon eller mefedron, en fenetylaminsläkting i katinonfamiljen, är en centralstimulerade drog. . 
Mefedron, även kallad räka, krabba eller kräfta används som drog. Webbplatsen Erowid betecknar mefedron som en "forskningskemikalie", och skriver att det saknas studier på människor eller djur som undersöker ämnets egenskaper samt det saknas data om möjliga långtida problem, beroendeproblematik, allergiska reaktioner eller risk för överdosering.

## Historia
Mefedron användes i tidiga produkter av det israeliska företaget Neorganics fram till januari 2008 då substansen förklarades illegal av Israels regering. Substansen kan dock fortfarande köpas över internet och används i Sverige främst som designerdrog. Missbruket i Sverige tycks ha börjat runt årsskiftet 2007/2008. Lite är känt om dess farmakologi och toxikologi. Det har rapporterats att Mefedron har sålts på svarta marknaden som en kontrollerad substans. Mefedron har även rapporterats bli sålt som "Ecstasy" i den australiensiska staden Cairns tillsammans med etylkatinon. 
Efter komplikationer som relaterades till drogen bland ungdomar på Åland sommaren 2008 gjorde Finland en läkemedelsklassning på preparatet som numera är receptbelagt.

## Dödsfall
20 maj 2008 omkom en 18-årig dansk man, efter att ha konsumerat en okänd substans. Personen drabbades av krampanfall, och föll in i en veckas lång koma innan han avled. En möjlig dödsorsak antogs vara intag av metamfetamin, men efter noggrannare undersökning misstänkte man att det var mefedron som låg bakom. Dödsorsaken är dock fortfarande ej bestämd.
14 december 2008 avled en 18-årig svensk kvinna efter att ha intagit mefedron. Hon drabbades av andningsstillestånd och avled efter att ha vårdats några timmar på intensivvårdsavdelning där man trots intensiva försök inte kunde rädda hennes liv. 

## Legala aspekter
Bland de stora brukarländerna är mefedron olaglig i Israel och Sverige men ej i Finland, som är de två andra stora brukarländerna. I Finland är dock Mefedron receptbelagt. Enligt svensk lag får från och med 15 december 2008, Mefedron inte innehas eller överlåtas i Sverige, och brott mot lagen (1999:42) om förbud mot vissa hälsofarliga varor kan ge fängelse. Mefedron är sedan den 25 maj 2009 narkotikaklassat i Sverige och ingår i förteckning I. Substansen finns för närvarande inte upptagen i förteckningarna i internationella narkotikakonventioner.